# Tomoyuki Arai
Tomoyuki Arai (japanisch 新井 智之 Arai Tomoyuki; * 14. Juni 1981) ist ein ehemaliger japanischer Leichtathlet, der sich auf den Sprint spezialisiert hat. Seinen größten sportlichen Erfolg feierte er 2004 mit dem Gewinn der Goldmedaille über 200 Meter bei den Hallenasienmeisterschaften in Teheran.

## Sportliche Laufbahn
Erste internationale Erfahrungen sammelte Tomoyuki Arai vermutlich im Jahr 2003, als er bei der Sommer-Universiade in Daegu in 21,07 s den vierten Platz im 200-Meter-Lauf belegte und mit der japanischen 4-mal-100-Meter-Staffel in 39,45 s die Goldmedaille gewann. Im Jahr darauf siegte er dann bei den erstmals ausgetragenen Hallenasienmeisterschaften in Teheran in 21,65 s über 200 Meter. In den folgenden Jahren konnte er sich für keine internationalen Meisterschaften mehr qualifizieren und beendete dann 2009 im Alter von 28 Jahren seine aktive sportliche Karriere.

## Persönliche Bestzeiten
- 100 Meter: 10,32 s (+1,7 m/s), 29. April 2006 in Hiroshima
- 200 Meter: 20,71 s (+0,6 m/s), 7. Juni 2003 in Yokohama
  - 200 Meter (Halle): 21,65 s, 7. Februar 2004 in Teheran